# إليزابيث مينتر
إليزابيث مينتر (بالإنجليزية: Elizabeth Minter)‏ مواليد 23 أغسطس 1965 في فيكتوريا، هي لاعبة كرة مضرب أسترالية سابقة بدأت مسيرتها كمحترفة سنة 1980 وكانت تلعب باليد اليسرى. كما أنها إحدى بطلات الجراند سلام. أعلى تصنيف لها في الفردي كان المركز الـ 66 في سنة 1987. أعلى تصنيف لها في الزوجي كان المركز الـ 104 في سنة 1987.

## بطولات حققتها
- بطولة أمريكا المفتوحة للتنس

## روابط خارجية
- إليزابيث مينتر على موقع رابطة محترفات التنس (الإنجليزية)
- إليزابيث مينتر على موقع الاتحاد الدولي لكرة المضرب (الإنجليزية)
- إليزابيث مينتر على موقع كأس بيلي جين كينغ (الإنجليزية)
- إليزابيث مينتر على موقع خلاصة التنس.كوم (الإنجليزية)
- إليزابيث مينتر على موقع أوليمبيديا (الإنجليزية)